# Lucretia Newman Coleman

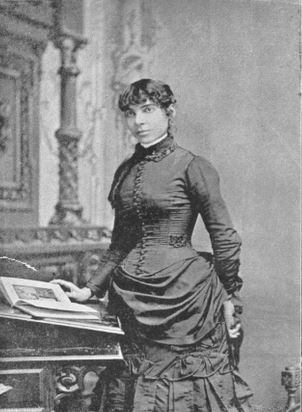
Lucretia Newman Coleman, ca. 1890

Lucretia Howe Newman Coleman (* ca. 1854 in Dresden, Ontario; † 31. Juli 1948 in Grand Rapids, Michigan) war eine US-amerikanische Schriftstellerin und eine der ersten schwarzen Frauen, die an der Lawrence University studierten. Neben ihrer Arbeit als Lehrerin und Sekretärin begann sie zu schreiben und veröffentlichte während der 1880er und 1890er Jahre diverse Gedichte und Artikel, u. a. im monatlich erscheinenden Magazin A.M.E. Church Review und der Zeitung American Baptist. Aufgrund ihres Talents wurde sie von Zeitgenossen oft mit Harriet Beecher Stowe gleichgesetzt. Nach ihrem Tod ging der Großteil ihrer Werke verloren und sie selbst geriet in Vergessenheit. Lediglich der Roman Poor Ben: A Story of Real Life sowie das Gedicht Lucille of Montana können ihr nach wie vor eindeutig zugeordnet werden.

## Leben

### Herkunft und Jugend
Coleman wurde unter dem Namen Lucretia Howe Newman als Tochter von Nancy D. Brown und William P. Newman geboren. Einer Quelle zufolge war sie das vierte Kind ihrer Eltern, eine andere bezeichnet sie als zumindest die älteste Tochter des Haushalts. Benannt wurde sie nach den berühmten Abolitionistinnen Lucretia Mott und Julia Ward Howe. Ihr Vater, ein Pastor der Union Baptist Church in Cincinnati, war ursprünglich in Virginia in die Sklaverei geboren worden und nach Verabschiedung des Fugitive Slave Acts nach Kanada geflüchtet. Dort wurde er Redakteur der abolitionistischen Zeitschrift Provincial Freeman, die von Mary Ann Shadd Cary gegründet worden war.
1859 starb Lucretias Mutter Nancy Brown, woraufhin ihr Vater in zweiter Ehe Sarah A. Cleggett heiratete. In den 1860ern brachte er seine Familie nach Haiti und Jamaika, wo er möglicherweise als Missionar wirkte. Coleman kam somit während ihrer Kindheit mit schwarzen Gemeinschaften in Berührung, die sich von den Vereinigten Staaten und Kanada sowohl kulturell als auch sprachlich stark unterschieden. Nach dem Ende der Sklaverei 1864, als Coleman ca. 10 Jahre alt war, kehrte die Familie in die Vereinigten Staaten zurück. Nur zwei Jahre später starb Newman während einer Choleraepidemie und hinterließ Coleman einen goldenen Stift, Bücher ihrer Mutter und die Anweisung, eventuelle Gelder aus ihrem Erbe für ihre Ausbildung zu verwenden.
Ihre verwitwete Stiefmutter Sarah Cleggett zog mit den Kindern ca. 1867 nach Appleton, wo ihre Verwandten lebten und wo Coleman bis 1876 bleiben sollte. Ab dem September 1872 besuchte sie als eine der ersten schwarzen Frauen für ein bis zwei Jahre die Lawrence University und belegte Kurse für Naturwissenschaft. Obwohl ihr Biograf Monroe Alphus Majors behauptet, dass sie ihre Kurse abschloss, finden sich in den Aufzeichnungen der Universität keine Hinweise darauf, dass sie einen Abschluss erwarb. Möglicherweise reichten Colemans finanzielle Mittel nicht aus, ihr Studium fortzusetzen, zumal ihre Stiefmutter zwischen 1875 und 1878 schwer erkrankte und nach dreizehn Monaten starb.
Coleman kam bei einem Stiefonkel unter und übte verschiedene Tätigkeiten aus, um Geld zu verdienen, darunter als Musiklehrerin an überwiegend von weißen Kindern besuchten Schulen in Appleton und ab 1880 als Lehrerin in Frankfort. Dort lernte sie Benjamin W. Arnett kennen, der der erste schwarze Repräsentant der Ohio General Assembly werden sollte und als Sekretär der African Methodist Episcopal Church tätig war. Möglicherweise durch seine Vermittlung wurde Coleman ab 1883 ebenfalls Sekretärin und Buchhalterin der Kirche.

### Karriere
Kurz nach ihrer Anstellung bei der Kirche veröffentlichte Lucretia Newman Coleman ihr erstes Gedicht, dessen Titel nicht mehr bekannt ist. In dieser Zeit erlebten Zeitungen und Magazine schwarzer Verleger für eine zum Großteil schwarze Leserschaft einen großen Aufschwung. Als eine der wenigen schwarzen Frauen mit guter Ausbildung erhielt Coleman rasch Zugang zu diesem Netzwerk und schrieb 1884 im Christian Reporter mit Apostrophe of Wendell Phillips einen Nachruf auf den verstorbenen Abolitionisten. Bereits hier zeigte sie ein für schwarze Autoren bislang ungewöhnliches Selbstbewusstsein und übernahm in ihrem Text die Rolle einer Vorbeterin für die schwarze Gemeinschaft. In ihren Texten sollte sie auch später Frauen hervorheben, die im Hintergrund oft unerkannt wichtige Arbeit leisteten und Formulierungen verwenden, die an Gottesdienste erinnerten.

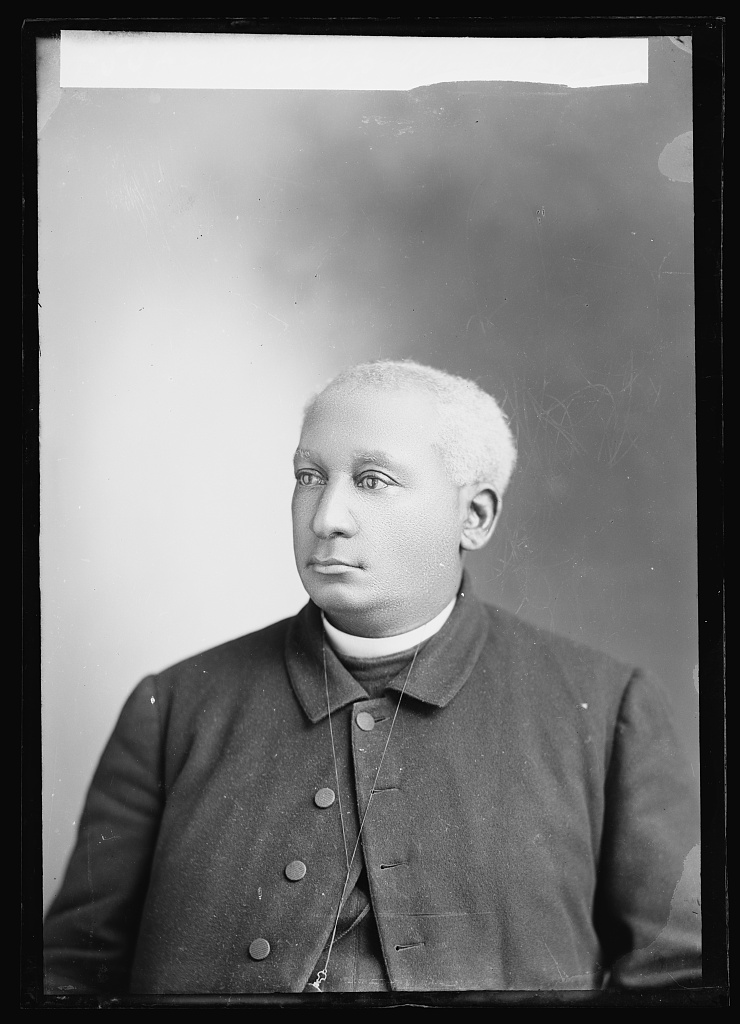
Benjamin W. Arnett, Colemans Förderer und Protagonist ihres Romans Poor Ben

In den folgenden Jahren veröffentlichte sie unzählige Artikel und Kolumnen in diversen Zeitschriften, darunter A.M.E. Review und Our Sunday School Review. Our Women and Children brachte u. a. ihr Gedicht Lucille of Montana heraus. Allerdings behandelte sie auch wissenschaftliche Themen. In ihrem Artikel Physiology and Intellectual Science Combined aus dem Jahr 1886 argumentierte Coleman wissenschaftlich fundiert gegen die Eugenik und die angebliche Hierarchie der Rassen. Allerdings gingen viele frühe Ausgaben der Magazine und Zeitungen verloren und somit auch ein Großteil von Colemans Werken.
Was sie von anderen schwarzen Autorinnen unterschied, war ihre Fähigkeit, verschiedene Themen zu behandeln, die sowohl ein weibliches als auch ein männliches Publikum ansprachen. Zeitgenössische Kritiker lobten Colemans Werke in den höchsten Tönen. William J. Simmons vom American Baptist erklärte: „Ihr Ruhm als Autorin verbreitet sich nicht nur in ein oder zwei Staaten, sondern überall in den Vereinigten Staaten. Sollte sie weiterhin so viel Erfolg haben wie in der Vergangenheit, wird sie Harriet Beecher Stowe ebenbürtig, wenn nicht gar überlegen sein.“ Der Journalist Irvine Garland Penn schrieb 1891 in The Afro-American Press and its Editors, dass keine zeitgenössische schwarze Autorin Coleman das Wasser reichen könnte. Ihre Werke wären „reich an genauen Vergleichen, philosophischen Ausdrücken und wissenschaftlichen Grundsätzen“.
Im Jahr 1890 veröffentlichte sie ihren Roman Poor Ben: A Story of Real Life über Benjamin W. Arnett. Er erschien zunächst als Fortsetzungsroman in Our Sunday School Review. Dabei war es ihr erklärtes Ziel, einem verdienten schwarzen Bürger der Vereinigten Staaten ein Denkmal zu setzen, um den Weg für eine Zukunft ohne rassistische Vorurteile zu bereiten und um ein Vorbild für die Jugend zu etablieren. Im Jahr 1892 wurde Coleman bei einem Treffen der Educators of Colored Youth in den Vorstand gewählt. Am 26. Juli 1894 erhielt sie die Rolle einer Vizepräsidentin der Colored Author Association, deren Präsident Benjamin W. Arnett war.

### Privatleben
Im Jahr 1884 heiratete Lucretia Newman in Des Moines, Iowa, Robert Joseph Coleman, der in Miles City (Montana) einen Friseurladen betrieb. Das Paar zog 1886 nach Minneapolis, wo die gemeinsame Tochter Roberta, genannt Ruby, zur Welt kam.  Lucretia Newman Coleman gründete vor Ort literarische Zirkel und engagierte sich in bürgerrechtlichen Organisationen. Obwohl Zeitungsberichte das Paar als respektable Stützpfeiler der Gemeinde feierten, war die Ehe geprägt von gewalttätigen Übergriffen Robert Colemans auf seine Frau. So wurde in der Zeitung erwähnt, dass Coleman durch Benzin ausgelöste Verbrennungen erlitt. 1901 kulminierte die häusliche Gewalt in Morddrohungen und einem Versuch seinerseits, seine Frau zu erwürgen, der von Dritten verhindert wurde. Daraufhin warf Coleman Frau und Tochter aus dem Haus.
Lucretia Newman Coleman zog daraufhin vor Gericht, um ihre Besitztümer zurückzufordern und verlangte eine Scheidung, ein für eine Frau der damaligen Zeit radikaler Schritt, da sie damit ihr gesellschaftliches Ansehen riskierte. Ihre Ersparnisse aus ihrer Tätigkeit als Autorin waren unter dem Namen ihres Mannes angelegt worden. Durch die ständigen Misshandlungen war ihre Karriere zum Erliegen gekommen, was sie mittellos machte. Das Gericht sprach ihr das Recht an ihren Besitztümern zu und am 23. November 1901 wurde die Ehe formal geschieden. Coleman und ihre Tochter zogen daraufhin nach Chicago, wo ihr Bruder William die Zeitung National Examiner gegründet hatte. Robert Coleman wurde einen Monat später in eine Anstalt eingewiesen und erst im Januar 1903 wieder entlassen.
Coleman wurde schließlich Sekretärin von Amanda Berry Smith, die in Harvey (Illinois) ein Waisenhaus für schwarze Kinder gegründet hatte und das Magazin The Helper produzierte. Als erfahrene Lehrerin und Autorin wurde Coleman eine geschätzte Mitarbeiterin Smiths und blieb bis 1906 in ihrem Dienst. Nach ihrer Rückkehr nach Chicago war Colemans finanzielle Situation prekär und eine Zeitlang hielt sie sich über Wasser, indem sie Kinder gegen Entgelt bei sich beherbergte. Zwischendurch arbeitete sie als Schneiderin und lektorierte die Texte anderer Autoren. Falls sie selbst publizierte, finden sich darauf keine Hinweise mehr, zumal sie nicht länger auf ein Netzwerk an Verlegern und Freunden zurückgreifen konnte. Dennoch hält ihre Biografin Harris es für möglich, dass Coleman für ihren Bruder arbeitete und Texte für seine Zeitung anonym verfasste, möglicherweise eine Notwendigkeit nach ihrer Scheidung.
1939 trat sie in der Öffentlichkeit ein letztes Mal in Erscheinung, als der Chicago Defender einen Wettbewerb zur Würdigung von drei Müttern in den Briefen ihrer Kinder ausschrieb. Coleman wurde als Aktivistin gepriesen, die maßgeblich zur Verbesserung und Bildung der Schwarzen beigetragen hatte. Wenig später zog sie sich nach Grand Rapids, Michigan zurück, wo ihre Tochter und ihr Schwiegersohn lebten, es allerdings auch keine schwarze Presse gab. Sie starb 1948 nahezu vergessen.